# Victor Rudd
Victor "Vic" Rudd (Los Angeles, 18 de março de 1991), é um basquetebolista profissional estadunidense que atualmente joga pelo CSKA Moscou disputando a EuroLiga e a Liga Unida Russa. O atleta possui 2,02m e 113kgs atuando na posição Ala-pivô.

## Estatísticas

### EuroLiga
| Temporada | Clube   | J  | Pts | Avg  | 2Pt    | %    | 3Pt   | %    | LL    | %    | Reb | BR | As | Bl |
| 2016-17   | Maccabi | 30 | 302 | 10.1 | 78/151 | 51.7 | 32/88 | 36.4 | 50/64 | 78.1 | 129 | 21 | 52 | 8  |
| 2017-18   | CSKA    | 10 | 23  | 2.3  | 5/10   | 50   | 2/8   | 25   | 7/7   | 100  | 14  | 4  | 3  | 2  |

### EuroCopa
| Temporada | Clube           | J  | Pts | Avg  | 2Pt    | %    | 3Pt    | %    | LL    | %    | Reb | BR | As | Bl |
| 2015-16   | Nizhny Novgorod | 20 | 315 | 15.8 | 80/164 | 48.8 | 35/108 | 32.4 | 50/67 | 74.6 | 133 | 15 | 43 | 11 |